# 海登·鲁尔斯顿
海登·鲁尔斯顿（Hayden Roulston，1981年1月10日—），生於阿什伯顿，紐西蘭自行車運動員。他曾参加2004年和2008年两届奥运。其中在2008年北京奥运，他收获了个人追逐和团体追逐两枚奖牌。